# 西旭ケ丘 (生駒市)
西旭ケ丘（にしあさひがおか）は、奈良県生駒市の町名。住居表示実施済み。郵便番号630-0261。

## 地理
生駒市中部に位置し、東に東旭ケ丘、北に山崎新町、西に仲之町、軽井沢町、南に緑ケ丘と隣接している。

## 歴史
昭和40年代に住宅地として開発され、それ以前からの住宅と新規に建設された住宅とが混じる地域となる。昭和50年代に生駒幼稚園が開設された。

### 沿革
- 1969年（昭和44年） - 生駒町菜畑、山崎から分離し、生駒町西旭ケ丘が成立[7]。
- 1971年（昭和46年） - 生駒市西旭ケ丘となる[7]。

## 世帯数と人口
2020年（令和2年）10月1日現在の世帯数と人口は以下の通りである。
| 町丁     | 世帯数  | 人口    |
| -------- | ------- | ------- |
| 西旭ケ丘 | 644世帯 | 1,342人 |

### 人口の変遷
国勢調査による人口の推移。
| 1995年（平成7年）  | 1,568人 | [ 8 ]  |  |
| 2000年（平成12年） | 1,483人 | [ 9 ]  |  |
| 2005年（平成17年） | 1,313人 | [ 10 ] |  |
| 2010年（平成22年） | 1,342人 | [ 11 ] |  |
| 2015年（平成27年） | 1,215人 | [ 12 ] |  |

### 世帯数の変遷
国勢調査による世帯数の推移。
| 1995年（平成7年）  | 627世帯 | [ 8 ]  |  |
| 2000年（平成12年） | 614世帯 | [ 9 ]  |  |
| 2005年（平成17年） | 570世帯 | [ 10 ] |  |
| 2010年（平成22年） | 613世帯 | [ 11 ] |  |
| 2015年（平成27年） | 575世帯 | [ 12 ] |  |

## 事業所
2016年（平成28年）現在の経済センサス調査による事業所数と従業員数は以下の通りである。
| 町丁     | 事業所数 | 従業員数 |
| -------- | -------- | -------- |
| 西旭ケ丘 | 23事業所 | 164人    |

## 交通

### バス
- 奈良交通
  - 旭ヶ丘線

## 施設
- 認定こども園生駒幼稚園